# Truncatellina opisthodon
Truncatellina opisthodon is een slakkensoort uit de familie van de Vertiginidae. De wetenschappelijke naam van de soort is voor het eerst geldig gepubliceerd in 1879 door Reinhardt.